# 訃報 2017年7月
訃報 2017年7月（ふほう 2017ねん7がつ）では、2017年7月に物故した、又は物故が報じられた人物についてまとめる。

## (1日 - 15日)

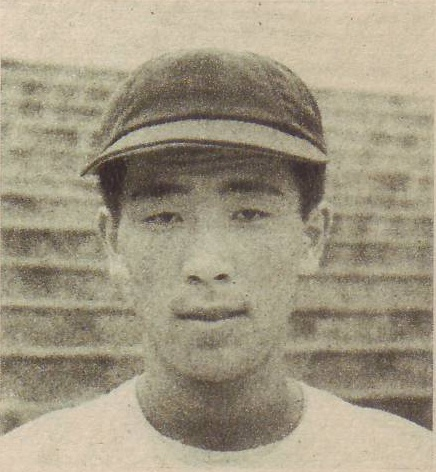
上田利治／7月1日没

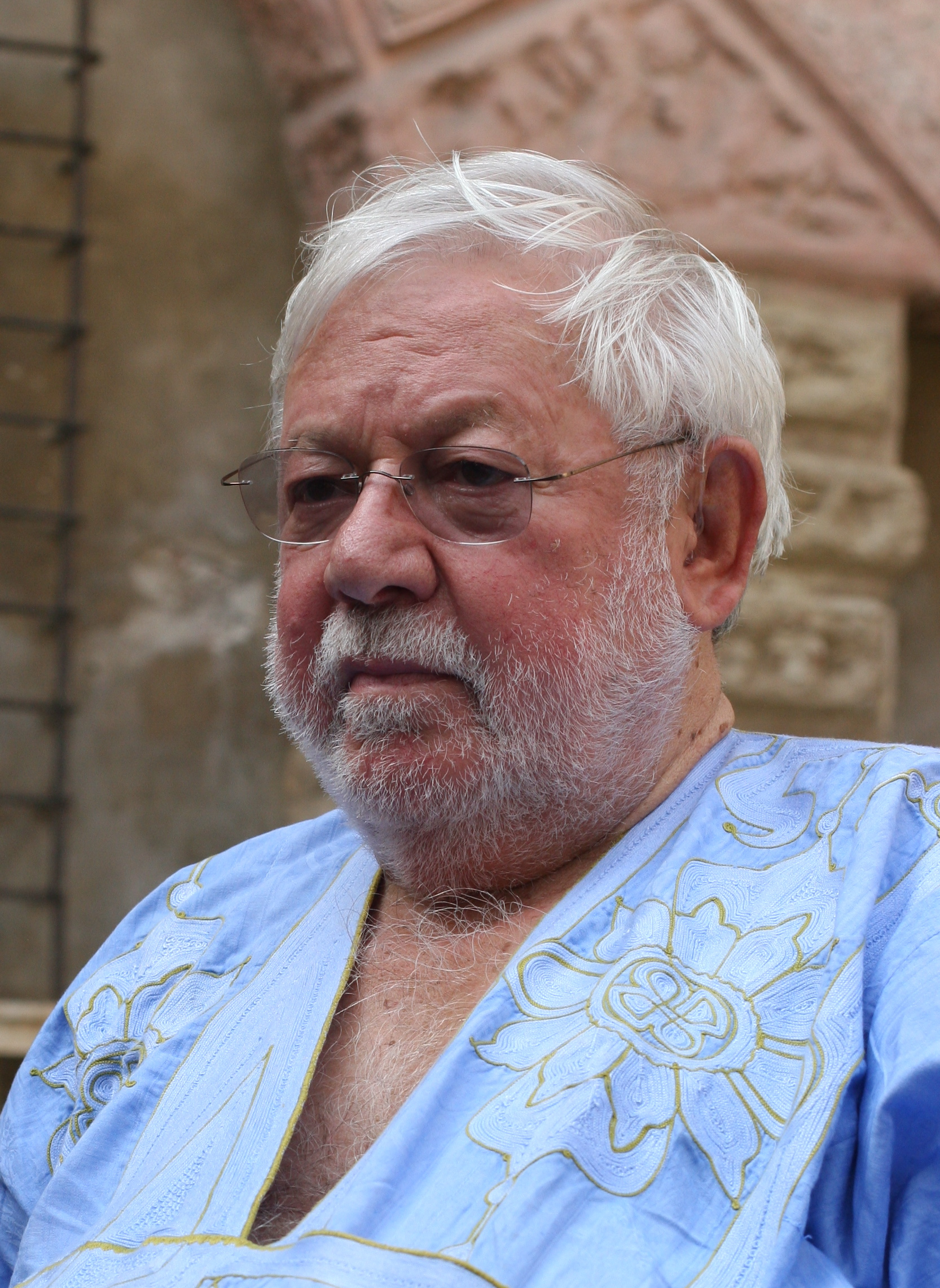
パオロ・ヴィラッジョ／7月3日没

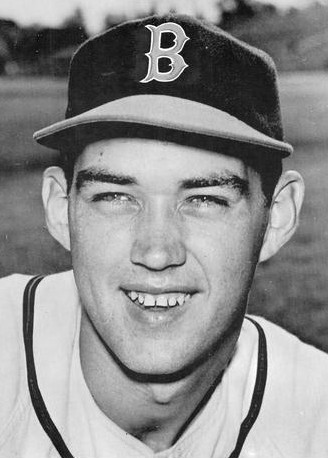
ジーン・コンリー／7月4日没

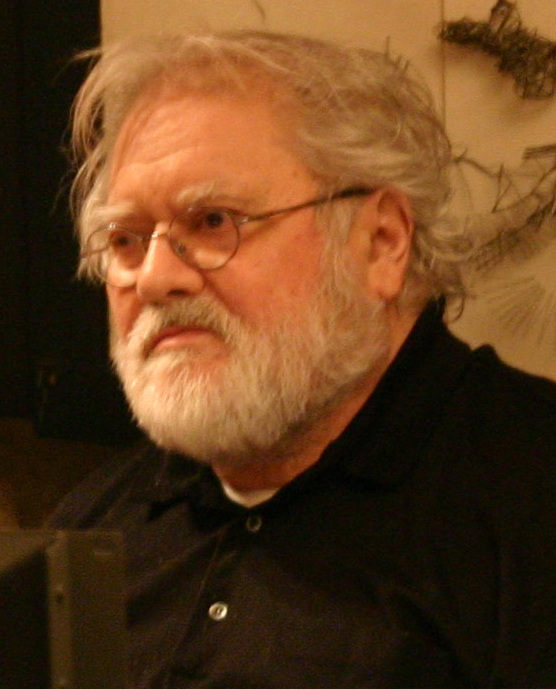
ピエール・アンリ／7月5日没

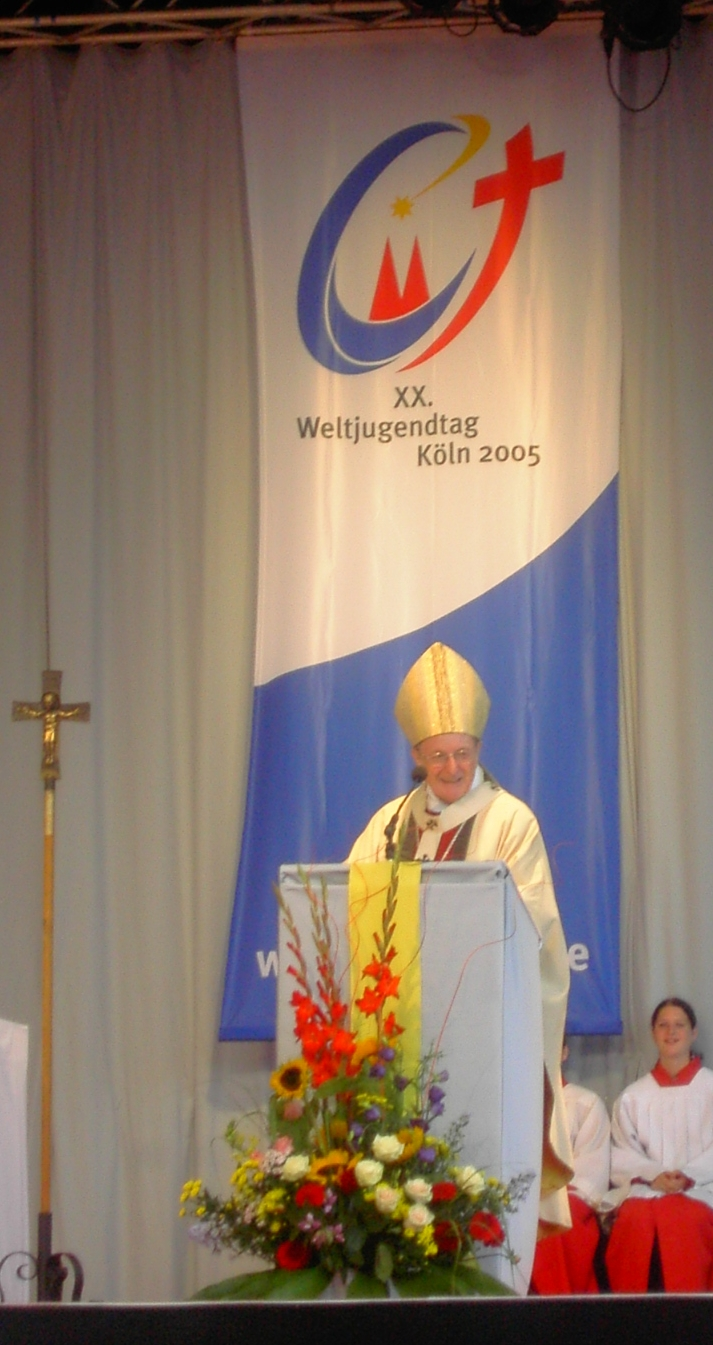
ヨアヒム・マイスナー／7月5日没

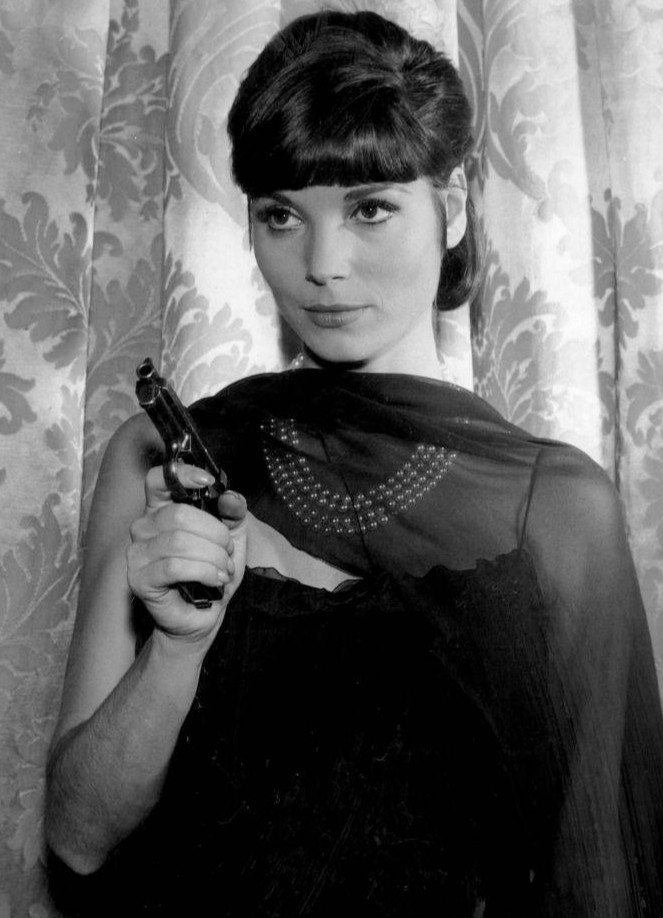
エルザ・マルティネッリ／7月8日没

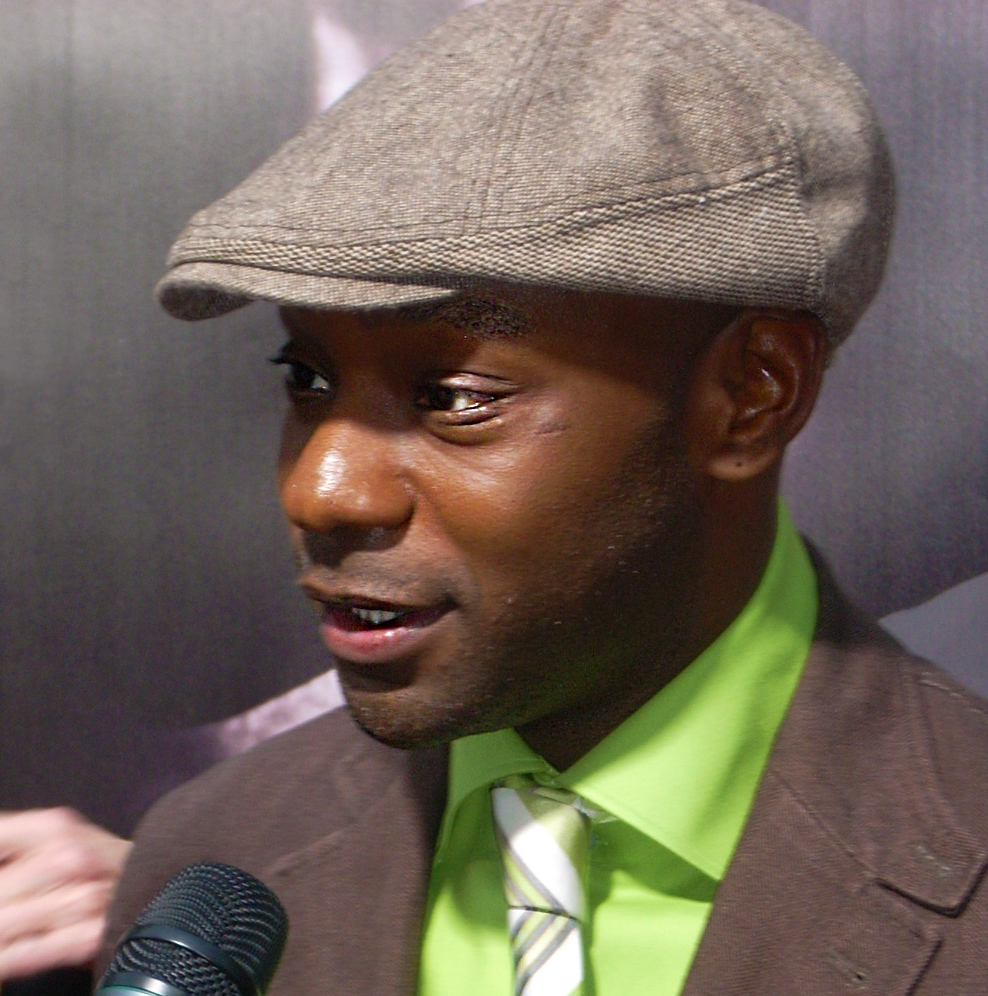
ネルサン・エリス／7月8日没

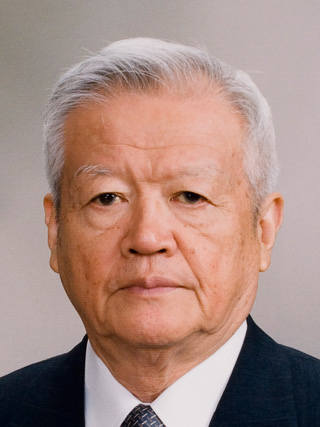
岩崎英二郎／7月11日没

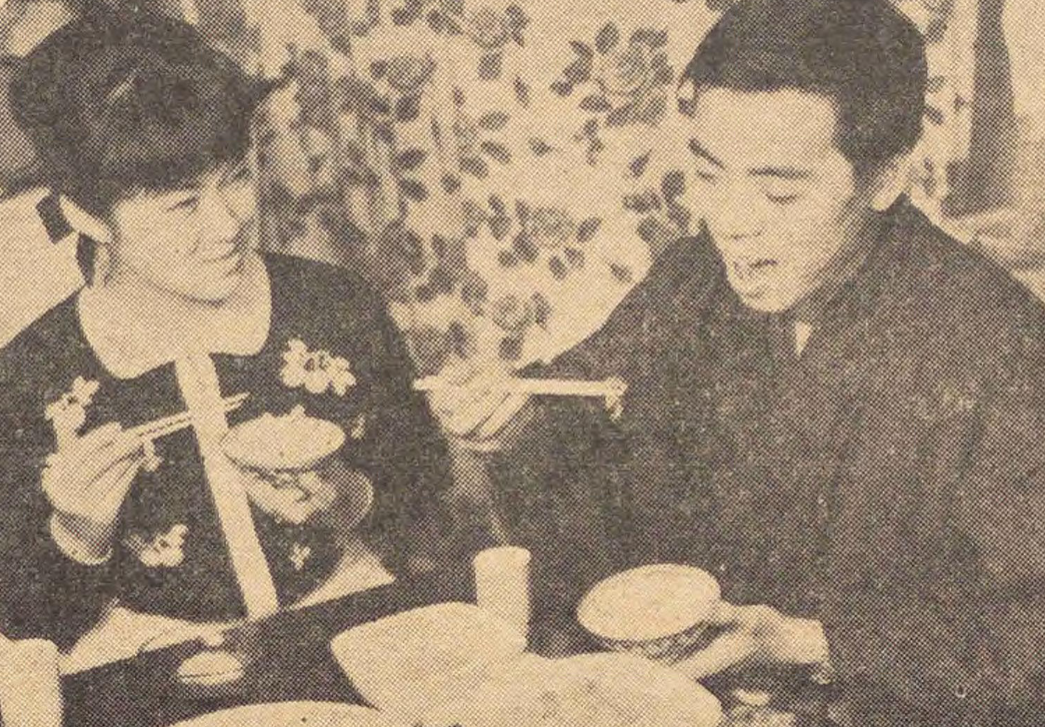
砂川啓介（右）／7月11日没

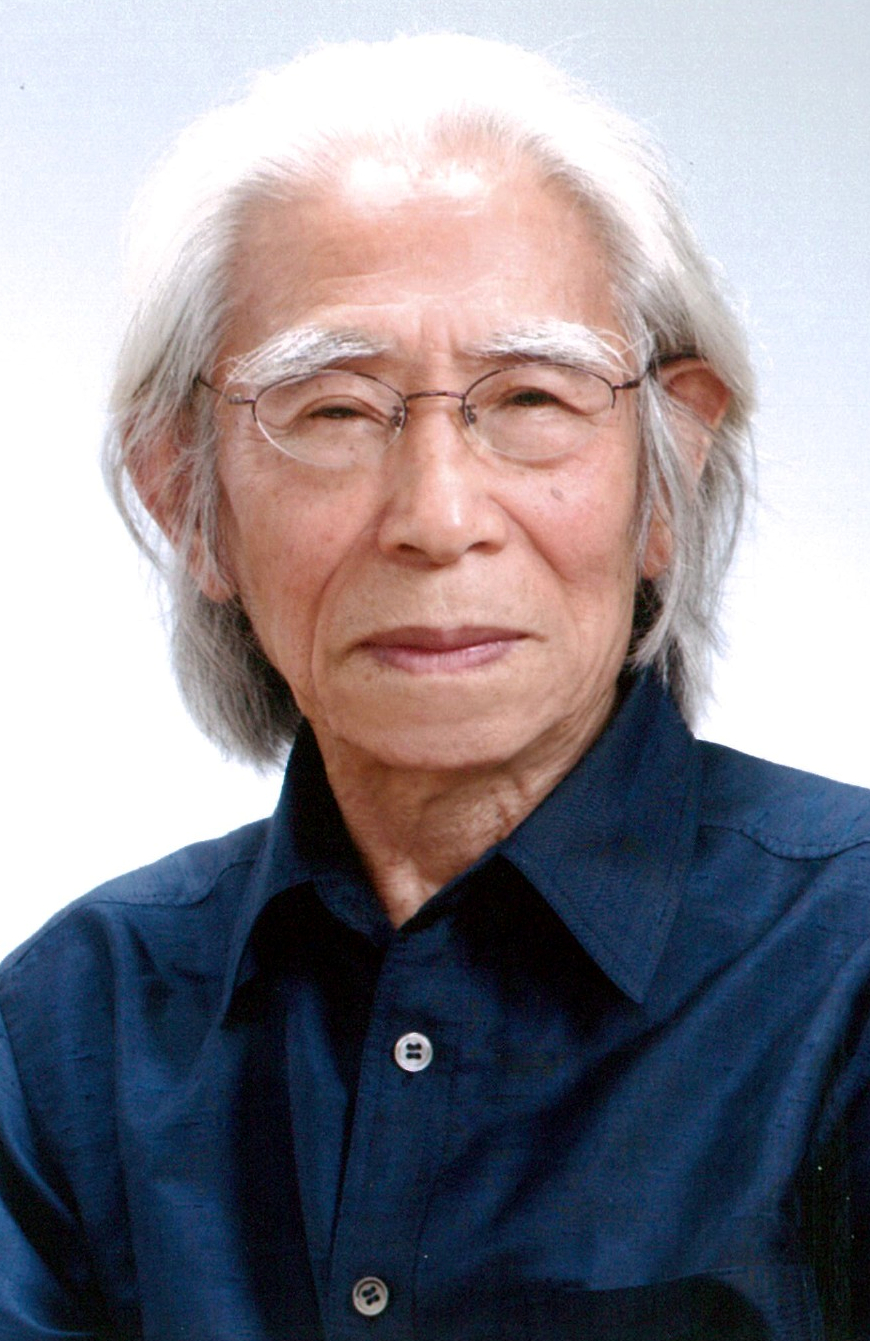
三谷吾一／7月12日没

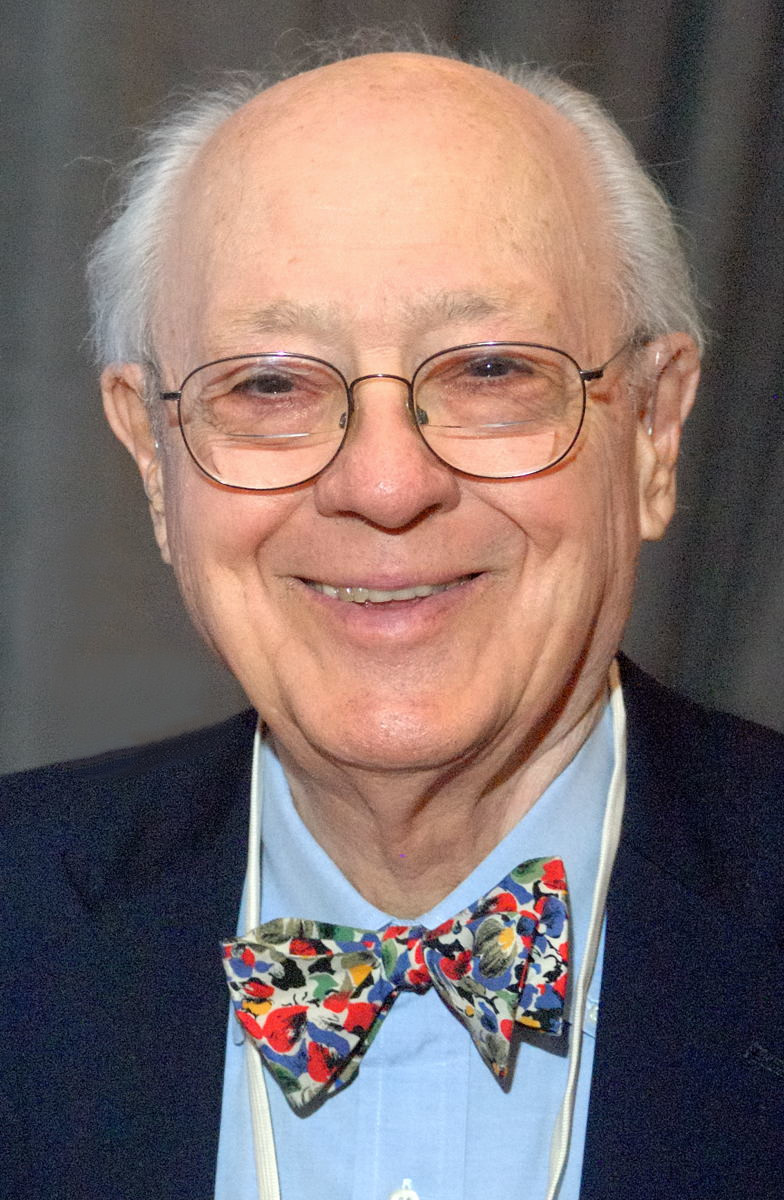
チャールズ・バックマン／7月13日没

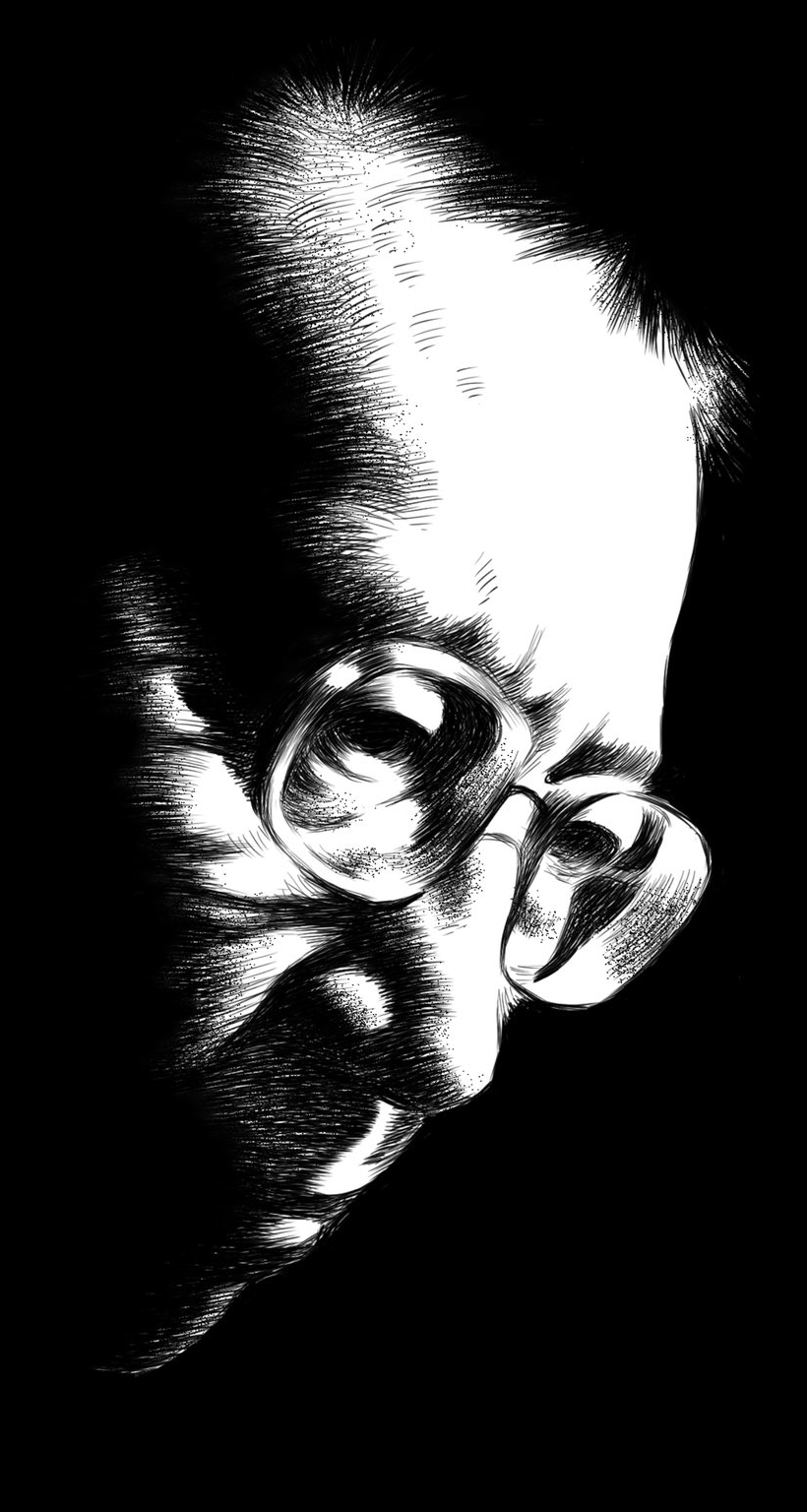
劉暁波／7月13日没

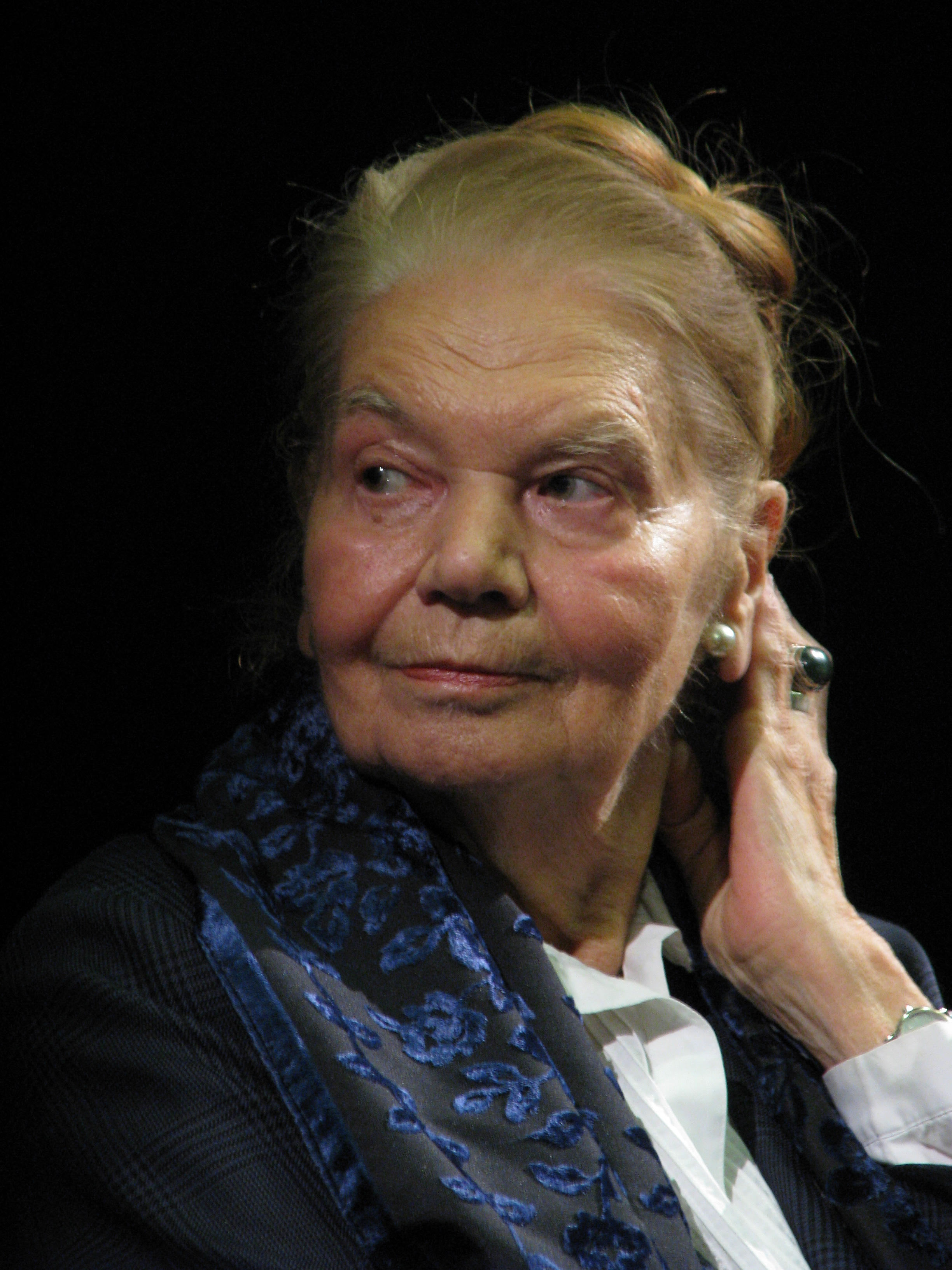
ユリア・ハルトヴィク／7月14日没

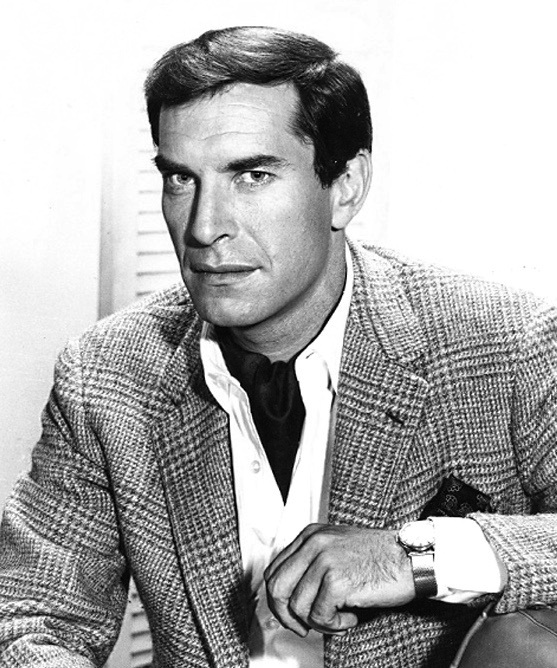
マーティン・ランドー／7月15日没

- 7月1日 - 優、日本の漫画家（* 生年非公表）[1]
- 7月1日 - 笹島信義、日本の土木技術者、笹島建設創業者。映画『黒部の太陽』主人公のモデルとなった人物（* 1917年）[2]
- 7月1日 - 藤信初子、日本の浪曲曲師（* 1918年）[3]
- 7月1日 - 西川時夫、日本の政治家、元青森県西目屋村長（* 1933年?）[4]
- 7月1日 - 上田利治、日本の元プロ野球選手・指導者（* 1937年）[5]
- 7月2日 - 榎本敏夫、日本の政治家、官僚、元東京都北区議会議員、元内閣総理大臣秘書官（* 1926年）[6]
- 7月2日 - 辻茂、日本の美術史学者、東京藝術大学名誉教授（* 1930年）[7]
- 7月2日 - 子安美知子、日本のドイツ文学者、早稲田大学名誉教授（* 1933年）[8]
- 7月2日 - 原哲彦、日本の物理学者、山口大学名誉教授（* 1937年?）[9]
- 7月2日 - 木村武彦、日本の実業家、元電通専務、元ビデオリサーチ社長（* 1941年）[10]
- 7月3日 - パオロ・ヴィラッジョ、イタリアの俳優（* 1932年）[11]
- 7月3日 - ホセ・ルイス・クレバス（英語版）、メキシコの画家、彫刻家（* 1934年）[12]
- 7月3日 - スペンサー・ジョンソン（英語版）、アメリカ合衆国の作家（* 1938年）[13]
- 7月3日 - 樋口晶之、日本のドラマー（* 1954年）[14]
- 7月4日 - 原子朗、日本の詩人、日本近代文学研究家、早稲田大学名誉教授、元宮沢賢治イーハトーブ館館長（* 1924年）[15]
- 7月4日 - 船井哲良、日本の実業家、船井電機創業者（* 1927年）[16]
- 7月4日 - 吉野正敏、日本の地理学者、気象学者、気候学者、筑波大学名誉教授（* 1928年）[17]
- 7月4日 - 呉屋秀信、日本の実業家、金秀グループ創業者（* 1928年）[18]
- 7月4日 - ジーン・コンリー、アメリカ合衆国の元プロ野球選手、元プロバスケットボール選手（* 1930年）[19]
- 7月4日 - 赤堀義次、日本の政治家、元滋賀県議会議長（* 1937年）[20]
- 7月4日 - くりた陸、日本の漫画家（* 1962年）[21]
- 7月4日 - ジョン・ブラックウェル（英語版）、アメリカ合衆国のドラマー（* 1973年）[22]
- 7月5日 - ヴィリ・レシュケ、ドイツの軍人（* 1922年）[23]
- 7月5日 - 鈴木浩一、日本の政治家、元福島県天栄村長（* 1923年?）[24]
- 7月5日 - ピエール・アンリ、フランスの現代音楽の作曲家（* 1927年）[25]
- 7月5日 - 黒野清宇、日本の書家、愛知教育大学名誉教授（* 1930年）[26]
- 7月5日 - 後藤美代子、日本の元アナウンサー【日本放送協会】（* 1931年）[27]
- 7月5日 - 岡島吉昭、日本の経済学者、信州大学元教授（* 1932年）[28]
- 7月5日 - 森尾稔、日本の政治家、元高知県南国市議会議長（* 1932年）[29]
- 7月5日 - ヨアヒム・マイスナー、ドイツの司教（第94代ケルン大司教）、枢機卿（* 1933年）[30]
- 7月6日 - 安西愛子、日本の童謡歌手、政治家、元自由民主党参議院議員（* 1917年）[31]
- 7月6日 - ジョアン・マイケルズ（英語版）、アメリカ合衆国の帽子モデル、声優、スタン・リーの妻（* 1921年?）[32]
- 7月6日 - 駒城鎮一、日本の法学者、富山大学名誉教授（* 1935年）[33]
- 7月6日 - 中山喜代治、ブラジルの文化協会会長（* 1946年）[要出典]
- 7月6日 - 中嶋しゅう、日本の俳優、演出家（* 1948年）[34]
- 7月7日 - 佐々木和夫、日本の生理学者、第4代生理学研究所所長、京都大学名誉教授（* 1929年）[35]
- 7月7日 - 大西武雄、日本の生物学者、奈良県立医科大学名誉教授（* 1945年）[36]
- 7月8日 - エルザ・マルティネッリ、イタリアの女優（* 1935年）[37]
- 7月8日 - 横山菁児、日本の作曲家（* 1935年）[38]
- 7月8日 - おかべりか、日本の漫画家（* 1950年）[39]
- 7月8日 - ネルサン・エリス、アメリカ合衆国の俳優（* 1977年）[40]
- 7月9日 - 佐々木浩史、日本の弁護士、トマト銀行社外監査役（* 1962年）[41]
- 7月10日 - 小高芳男、日本の実業家・政治家、ホテル三日月創業者、元千葉県議会議員（* 1930年）[42]
- 7月10日 - ペーター・ヘルトリング（英語版）、ドイツの作家、詩人（* 1933年）[43]
- 7月10日 - 3代目市山松翁、日本の日本舞踊家（* 1941年?）[44]
- 7月11日 - 岩崎英二郎、日本のドイツ語学者（* 1922年）[45]
- 7月11日 - 伊原義徳、日本の官僚、元科学技術事務次官、日本原子力研究所理事長、日本原子力学会会長（* 1924年）[46]
- 7月11日 - 森田正人、日本の物理学者、大阪大学名誉教授（* 1927年）[47]
- 7月11日 - 庭山英雄、日本の法学者、弁護士、元専修大学教授（* 1929年）[48]
- 7月11日 - 立石友男、日本の地理学者、日本大学名誉教授（* 1933年）[49]
- 7月11日 - 久保嘉治、日本の農学者、経済学者、元帯広畜産大学学長（* 1935年）[50]
- 7月11日 - 砂川啓介、日本の俳優、タレント、初代たいそうのおにいさん（* 1937年）[51]
- 7月11日 - 伊藤基隆、日本の政治家、元参議院議員【日本社会党・社会民主党・民主党所属】（* 1938年）[52]
- 7月11日 - バディ・ウォルフ、アメリカ合衆国の元プロレスラー（* 1941年）[53]
- 7月11日 - 清水耕一、日本の経済学者、岡山大学名誉教授（* 1950年）[54]
- 7月11日 - ルイジ・フェルディナンド・タリアヴィーニ、イタリアの音楽学者（* 1929年）[55]
- 7月12日 - 三谷吾一、日本の工芸家、日本芸術院会員（* 1919年）[56]
- 7月12日 - 市川忠男、日本の実業家、東京都立国立高等学校野球部元監督（* 1933年）[57]
- 7月12日 - 仲元斌、日本の政治家、元埼玉県越生町長（* 1940年?）[58]
- 7月13日 - チャールズ・バックマン、アメリカ合衆国の計算機科学者（* 1924年）[59]
- 7月13日 - ノーマン・ジョンソン、アメリカ合衆国の数学者（* 1930年）[60]
- 7月13日 - 本間一秋、日本の竹工芸家（* 1930年）[61]
- 7月13日 - 一谷宣宏、日本の教育者、園田学園理事長（* 1944年）[62]
- 7月13日 - 劉暁波、中華人民共和国の著作家（* 1955年）[63]
- 7月14日 - ユリア・ハルトヴィク、ポーランドの女流詩人、エッセイスト、劇作家、翻訳者、外交官（* 1921年）[64]
- 7月15日 - マーティン・ランドー、アメリカ合衆国の俳優（* 1928年）[65]
- 7月15日 - 東海林周太郎、日本の元バスケットボール選手・指導者（* 1933年）[66]
- 7月15日 - マリアム・ミルザハニ、イランの数学者、スタンフォード大学教授（* 1977年）[67]

## (16日 - 31日)

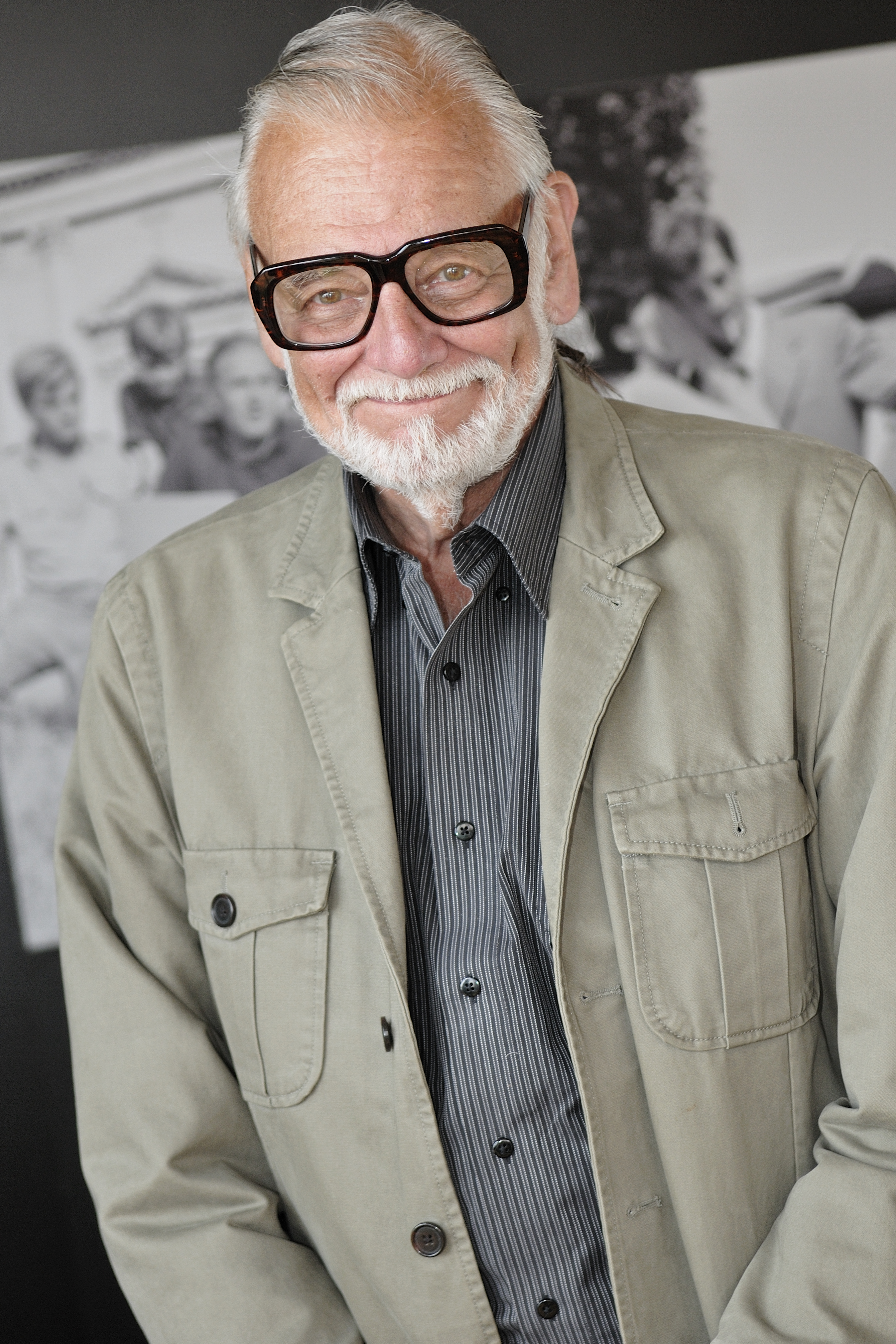
ジョージ・A・ロメロ／7月16日没

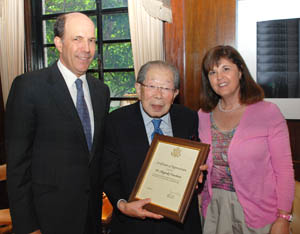
日野原重明（画像中央）／7月18日没

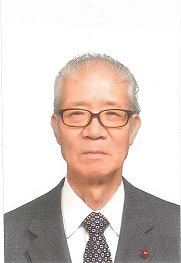
中路融人／7月18日没

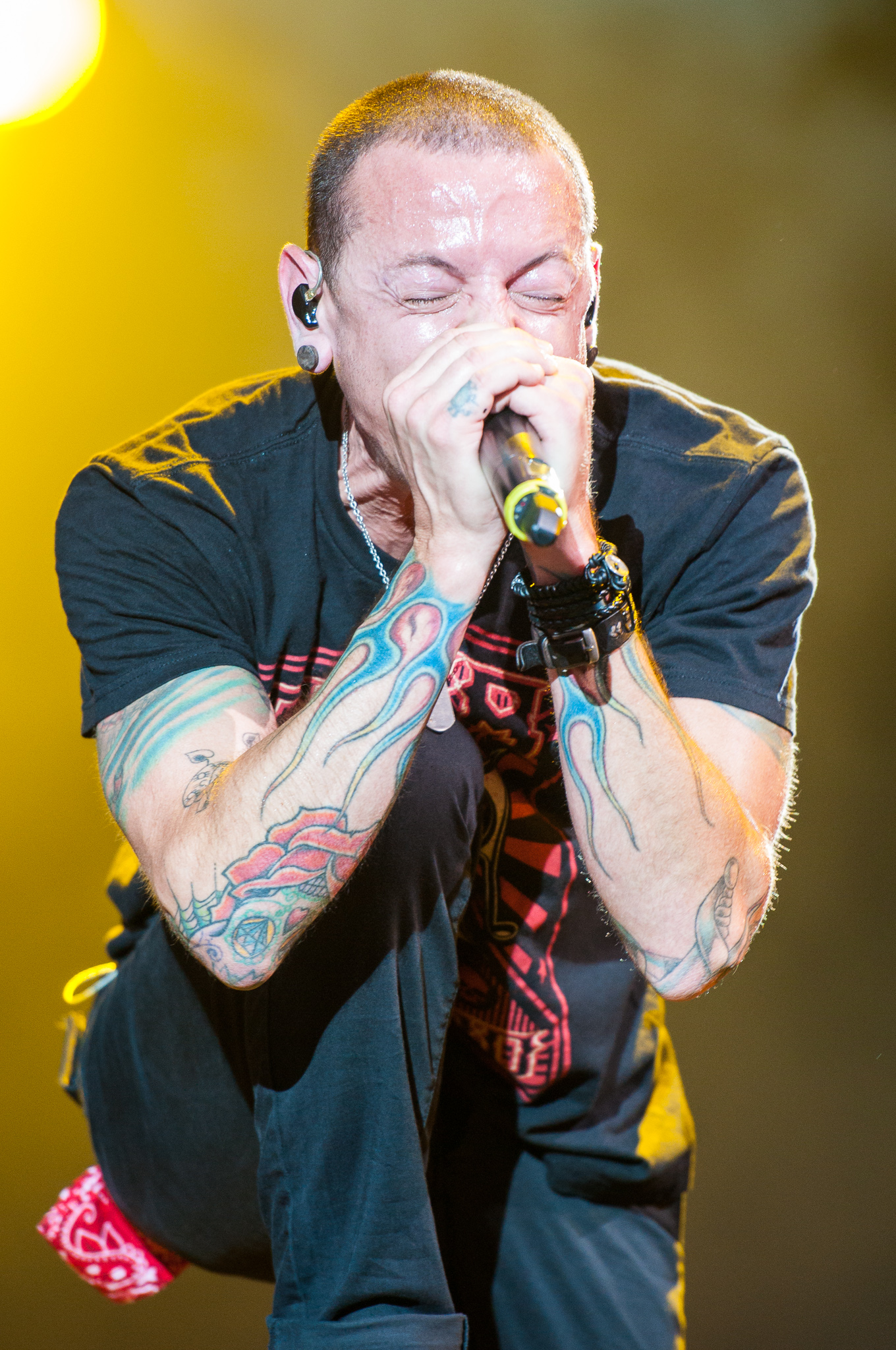
チェスター・ベニントン／7月20日没

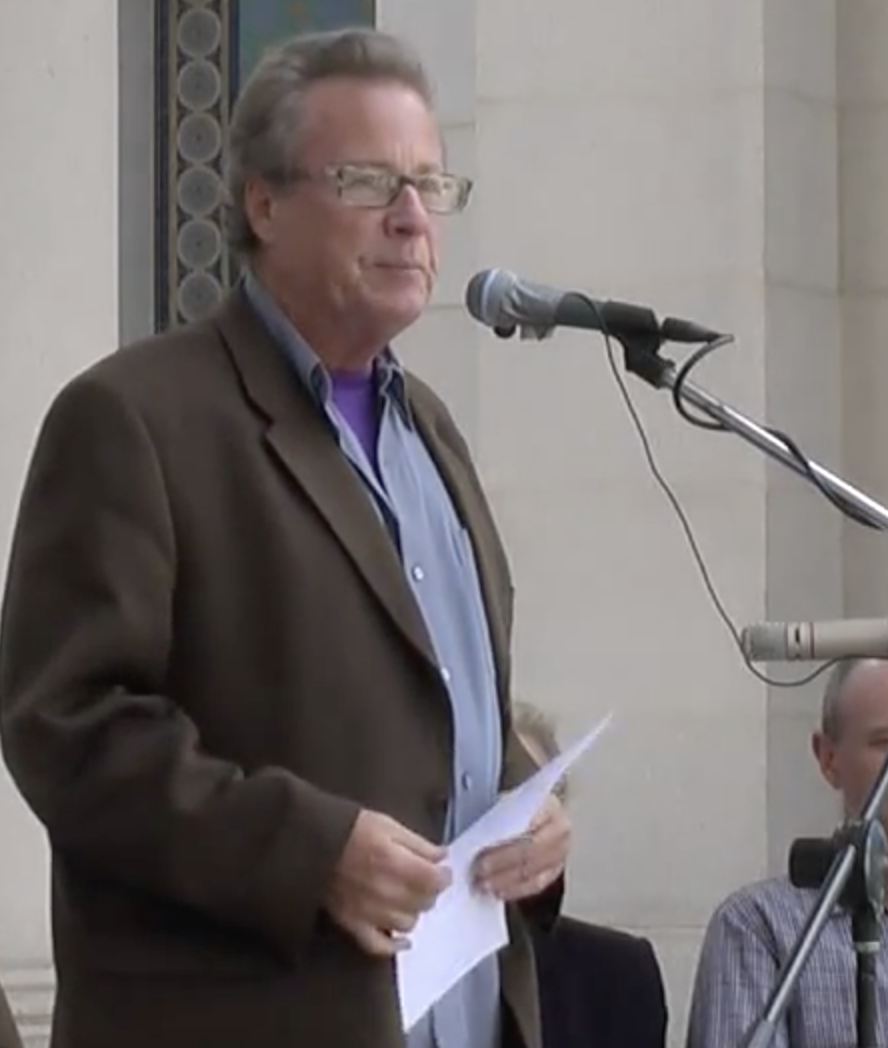
ジョン・ハード／7月21日没

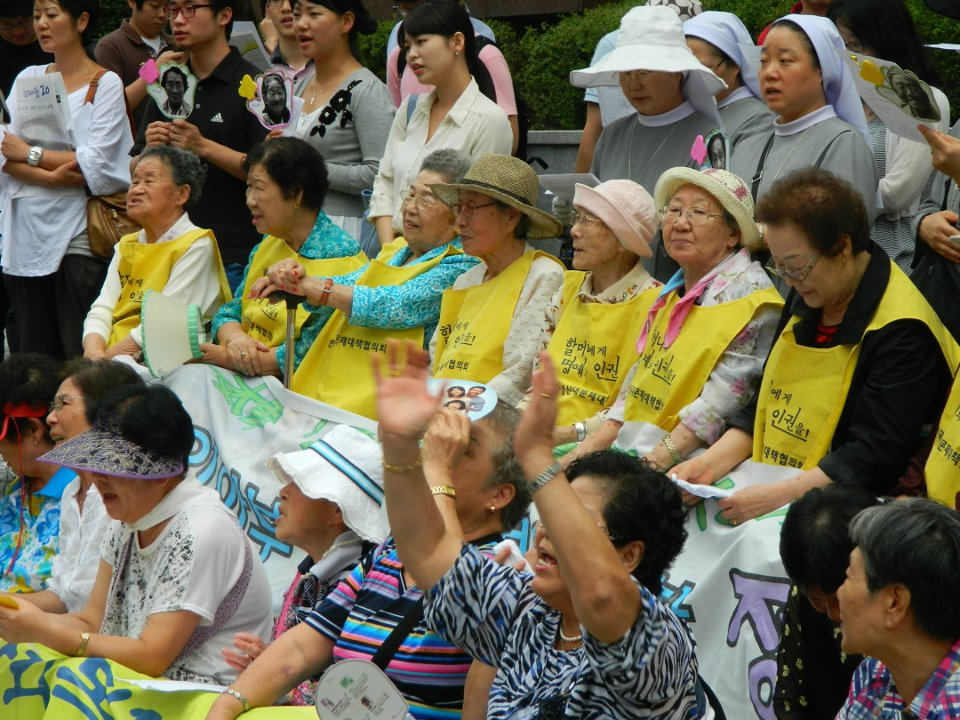
金君子（黄色いシャツ左から三人目）／7月23日没

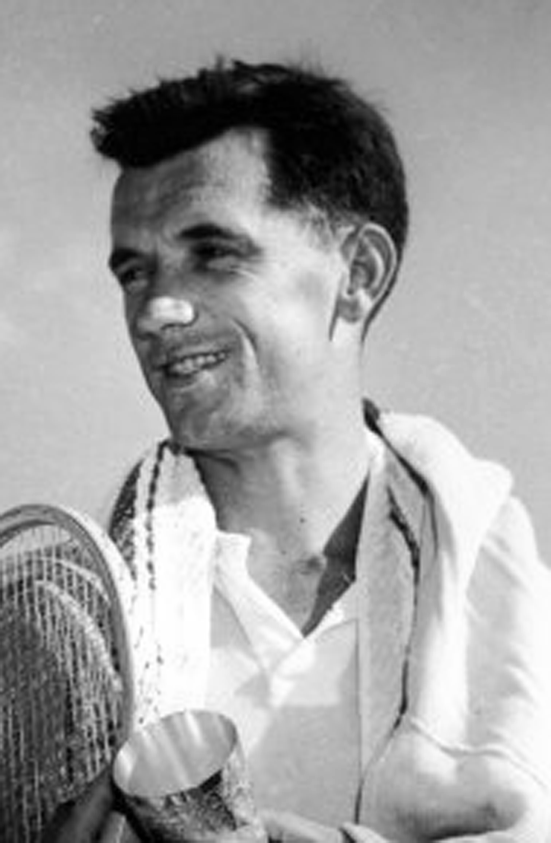
メルビン・ローズ／7月23日没

犬養道子／7月24日没

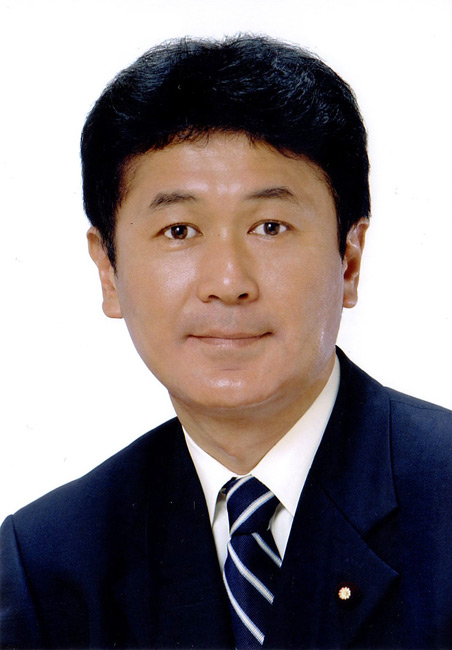
木村太郎／7月25日没

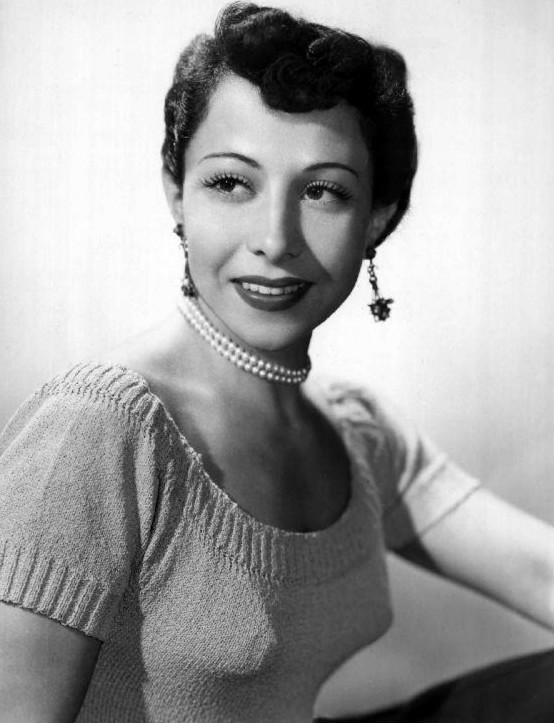
ジューン・フォーレイ／7月26日没

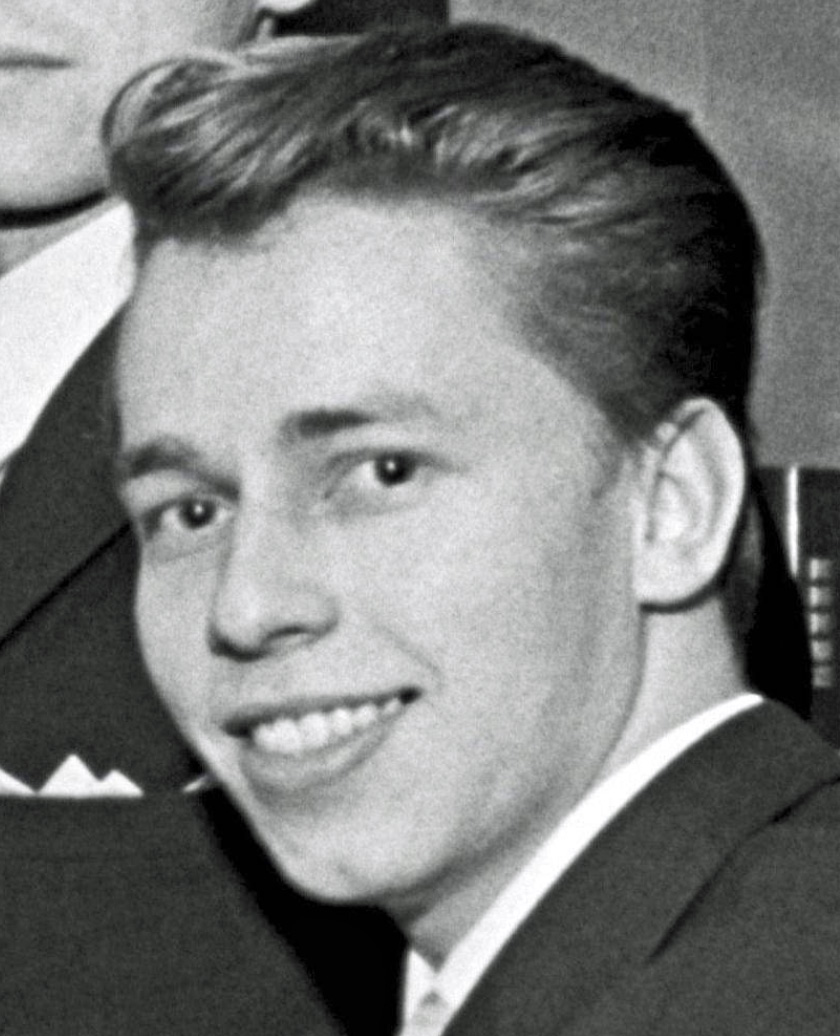
レオ・キヌーネン／7月26日没

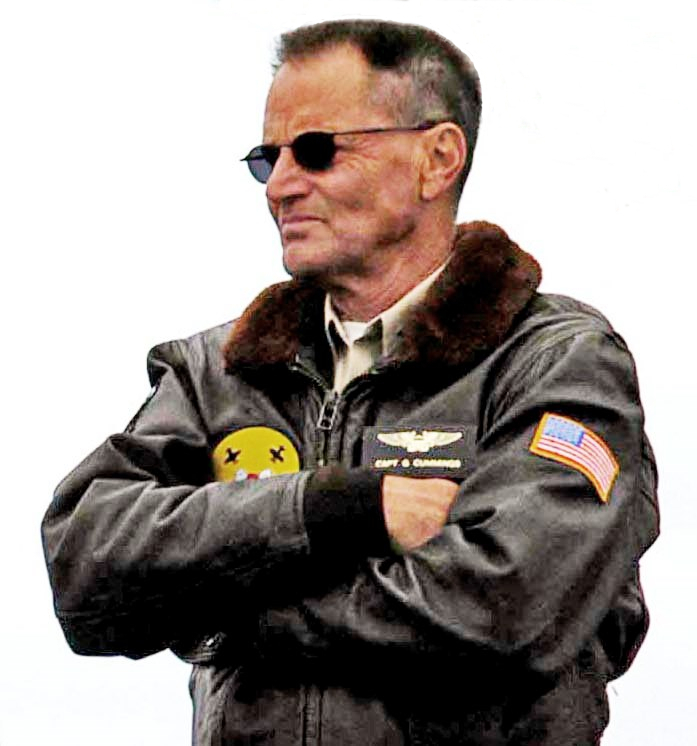
サム・シェパード／7月27日没

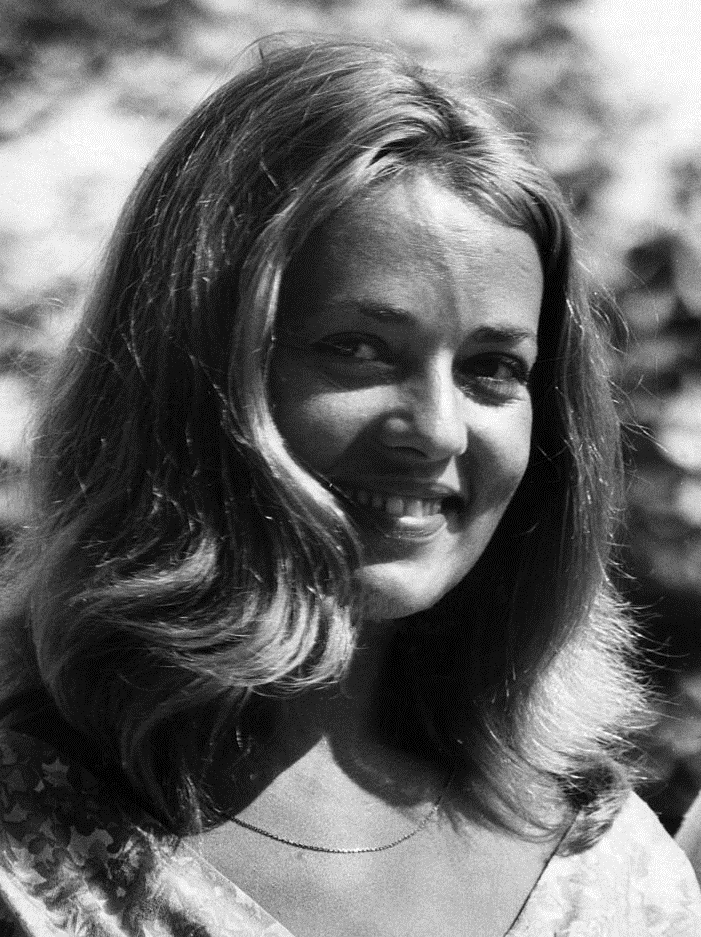
ジャンヌ・モロー／7月31日没

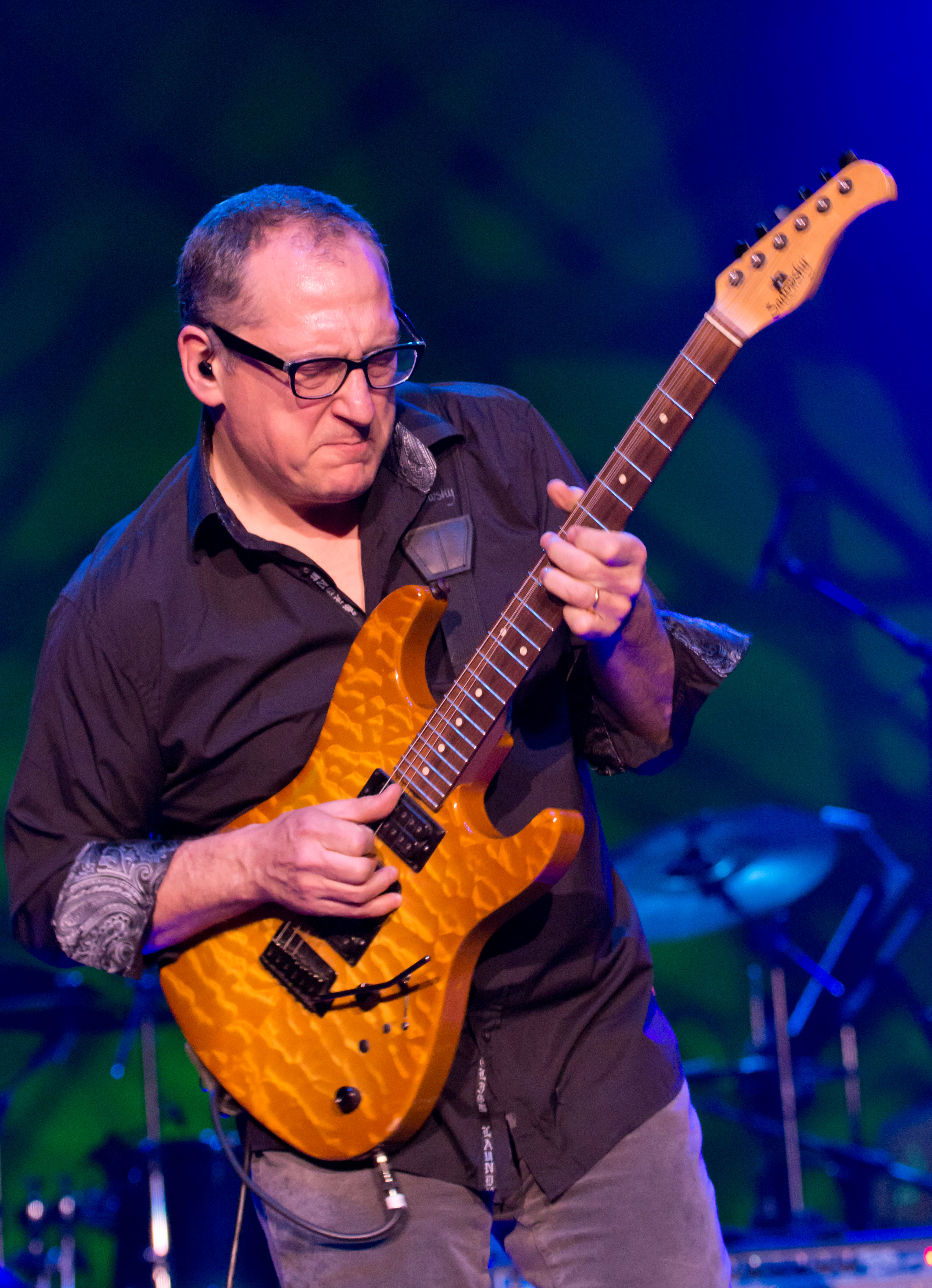
チャック・ローブ／7月31日没

- 7月16日 - ジョージ・A・ロメロ、アメリカ合衆国の映画監督（* 1940年）[68]
- 7月16日 - ナル・バハドゥール・バンダーリー、インドの政治家、元シッキム州首相（* 1940年）[69]
- 7月16日 - 石沢隆夫、日本の元陸上選手、元日本陸上競技連盟理事・総務委員長（* 1952年）[70]
- 7月17日 - 蔡焜燦、中華民国の実業家（* 1927年）[71]
- 7月17日 - 乾由明、日本の美術史家、京都大学・金沢美術工芸大学名誉教授（* 1928年）[72]
- 7月17日 - 新谷昌明、日本の政治家、元北海道小樽市長、北海道副知事（* 1929年）[73]
- 7月17日 - 安福建雄、日本の能楽師（* 1932年）[74]
- 7月18日 - 日野原重明、日本の医師・医学博士、聖路加国際病院名誉院長（* 1911年）[75]
- 7月18日 - 加来彰俊、哲学研究者、法政大学名誉教授（* 1923年）[76]
- 7月18日 - 横尾嘉良、日本の美術監督（* 1930年）[77]
- 7月18日 - 水野純交、日本のクラリネット奏者（* 1930年?）[78]
- 7月18日 - 中路融人、日本の画家【日本画】（* 1933年）[79]
- 7月18日 - 坂田公夫、日本の元文部官僚、宇宙航空研究開発機構元理事、SKYエアロスペース研究所社長・所長（* 1947年）[80]
- 7月18日 - 堀禎一、日本の映画監督（* 1969年）[81]
- 7月19日 - 宗島理夫、日本の政治家、元千葉県白子町長（* 1922年?）[82]
- 7月19日 - 小川寛興、日本の作曲家（* 1925年）[83]
- 7月19日 - 光田良雄、日本の実業家、元名糖産業社長（* 1937年?）[84]
- 7月19日 - 柳田浩、日本の実業家、元日本触媒社長（* 1940年?）[85]
- 7月19日 - フェンウィック・スミス、アメリカ合衆国のフルート奏者（* 1949年）[86]
- 7月20日 - 山野浩一、日本のSF作家、競馬評論家（* 1939年）[87]
- 7月20日 - チェスター・ベニントン、アメリカ合衆国のロックバンド、リンキン・パークのボーカル（* 1976年）[88]
- 7月21日 - アロイシア・カールフーバー、オーストリアのスーパーセンテナリアン（* 1907年）[89]
- 7月21日 - 永次廣、日本の実業家、元安川電機会長（* 1937年）[90]
- 7月21日 - 平尾昌晃、日本の作曲家、ロカビリー歌手（* 1937年）[91]
- 7月21日 - ジョン・ハード、アメリカ合衆国の俳優（* 1945年）[92]
- 7月21日 - ピーター・ドゥーハン（英語版）、オーストラリアの元プロテニス選手（* 1961年）[93]
- 7月21日 - 辻忠博、日本の経済学者、日本大学教授（* 1966年）[94]
- 7月22日 - こむそう、日本の漫画家（* 生年不詳）[要出典]
- 7月22日 - 根岸重治、日本の検察官、裁判官、弁護士、元東京高等検察庁検事長、元最高裁判所判事（* 1928年）[95]
- 7月22日 - ボビー・テイラー（英語版）、アメリカ合衆国の歌手、音楽プロデューサー（* 1934年）[96]
- 7月22日 - 山本祐司、日本のジャーナリスト、元毎日新聞記者（* 1936年）[97]
- 7月22日 - 池間誠、日本の経済学者、一橋大学名誉教授、世界経済研究協会会長（* 1941年）[98]
- 7月22日 - 大森千明、日本のジャーナリスト、元ジェイ・キャスト社長・J-CASTニュース編集長（* 1946年?）[99]
- 7月22日 - 山口廣道、日本の政治家（八戸市議会元議長）、青森県スケート連盟名誉会長（* 1952年）[100]
- 7月22日 - エルンスト・オッテンザマー、オーストリアのクラリネット奏者（* 1955年）[101]
- 7月23日 - ジョン・クンドラ、アメリカ合衆国の元バスケットボールコーチ（* 1916年）[102]
- 7月23日 - 金君子、大韓民国の元慰安婦（* 1926年）[103]
- 7月23日 - メルビン・ローズ、オーストラリアの元プロテニス選手、指導者（* 1930年）[104]
- 7月23日 - 志村正道、日本の情報学者、東京工業大学名誉教授（* 1936年）[105]
- 7月24日 - 鈴木平作、日本の政治家、元福島県西郷村長（* 1919年?）[106]
- 7月24日 - 犬養道子、日本の評論家、犬養毅の孫（* 1921年）[107]
- 7月24日 - 魚谷増男、日本の元警察官僚、元愛媛県警察本部長、法学者（* 1927年）[108]
- 7月24日 - 13代目黒田正玄、日本の工芸家、千家十職十三代竹細工柄杓師（* 1936年）[109]
- 7月24日 - 山川啓介、日本の作詞家、詩人（* 1944年）[110]
- 7月24日 - 増尾昭一、日本のアニメーター、アニメーション演出家（* 1960年）[111]
- 7月25日 - 京極方久、日本の病理学者、東北大学名誉教授（* 生年不明）[112]
- 7月25日 - 小林秀雄、日本の作曲家（* 1931年）[113]
- 7月25日 - 大和順彦、日本の教育者、大和学園（大和青藍高等学校）前理事長（* 1931年）[114]
- 7月25日 - 関口末夫、日本の経済学者、成蹊大学名誉教授（* 1936年）[115]
- 7月25日 - 大橋栄、日本の実業家、共同ピーアール創業者（* 1937年）[116]
- 7月25日 - 椛島義夫、日本のアニメーター、夢弦館主宰（* 1944年）[117]
- 7月25日 - 神田紅葉、日本の講談師（* 1950年）[118]
- 7月25日 - 木村太郎、日本の政治家、自由民主党衆議院議員（* 1965年）[119]
- 7月26日 - ジューン・フォーレイ、アメリカ合衆国の声優（* 1917年）[120]
- 7月26日 - 神蔵器、日本の俳人（* 1927年）[121]
- 7月26日 - パウル・アンゲラー、オーストリアの指揮者、作曲家、元ウィーン室内管弦楽団首席指揮者（* 1927年）[122]
- 7月26日 - レオ・キヌーネン、フィンランドの元レーシングドライバー（* 1943年）[123]
- 7月27日 - 門脇佳吉、日本の神学者、イエズス会司祭、上智大学名誉教授（* 1926年）[124]
- 7月27日 - サム・シェパード、アメリカ合衆国の俳優、劇作家（* 1943年）[125]
- 7月27日 - 藤田静作、日本の教育学者、秋田大学名誉教授（* 1947年?）[126]
- 7月27日 - bee、日本の漫画家・イラストレーター（* 生年不明）[要出典]
- 7月28日 - ジョン・G・モリス （英語版）、アメリカ合衆国の雑誌編集者【ライフ誌】（* 1916年）[127]
- 7月29日 - 森山茂樹、日本の政治家、元京都府南山城村長（* 1922年?）[128]
- 7月29日 - レドハ・マレク（英語版）、アルジェリアの政治家、第8代首相（* 1931年）[129]
- 7月29日 - 紀内隆宏、日本の官僚、第21代消防庁長官（* 1936年?）[130]
- 7月31日 - ジャンヌ・モロー、フランスの女優、歌手（* 1928年）[131]
- 7月31日 - 大賀寛、日本のバリトン歌手、昭和音楽大学名誉教授、元日本オペラ協会総監督（* 1929年）[132]
- 7月31日 - チャック・ローブ、アメリカ合衆国のギタリスト（* 1955年）[133]
- 7月31日 - ジェローム・ゴルマール（英語版）、フランスの元プロテニス選手（* 1973年）[134]